# Agostino Cardamone
Agostino Cardamone (Montoro Inferiore, 1º dicembre 1965) è un ex pugile italiano.
Professionista dal 1989, mancino. Campione italiano nel 1992, campione europeo dei pesi medi nel 1993, campione del mondo WBU (titolo non riconosciuto in Italia) nel 1998, è stato uno dei migliori pugili italiani, noto per la sua generosità e il suo fair play nei confronti degli avversari. Attualmente svolge il ruolo di allenatore di pugilato nella palestra A.S.D. Pugilistica Cardamone.

## Campione Italiano Pesi medi
Diventa campione italiano nel 1992, superando ai punti Silvio Branco, nella prima sfida di una trilogia che coinvolgerà  gli appassionati di boxe.

## Campione Europeo Pesi Medi
Nel 1993 affronta l'italiano Francesco Dell'Aquila per il titolo europeo, battendolo per KO al 3º round.
Dopo quattro difese del titolo, contro (Frederic Seillier, Gino Lelong, Neville Brown e Shaun Cummins), nel marzo del 1995 sfida, senza successo, il campione del mondo WBC Julian Jackson.
Nel 1996 riconquista il titolo continentale, battendo per KO al 10º round il russo Alexander Zaitsev.
Difende il titolo una volta sola ancora contro Zaitsev.
Quindi abbandona il titolo per concedere la rivincita a Silvio Branco, diventato campione del mondo WBU.

## Campione Del Mondo WBU Pesi Medi
Nel 1998 Cardamone vince il titolo mondiale WBU,titolo non riconosciuto in Italia, battendo Silvio Branco per KO con un violentissimo gancio sinistro al 10º round.
Nell'occasione anziché festeggiare, si avvicina a Branco disteso sul tappeto privo di sensi, lo soccorre e quando, finalmente questi riesce ad alzarsi, lo applaude, lo abbraccia e gli promette la rivincita.
"Quando ho visto Branco cadere per il mio colpo ho avuto una grande paura. Se fosse successo un guaio non so come avrei reagito. Non mi sarei potuto dare pace. Branco per me è solo un avversario, e non un nemico. Sono ancora scosso"
"Sapevo che Cardamone era una persona molto umana" commenterà Branco.
Cardamone batterà nuovamente Branco ai punti nell'aprile del 1999.
Cederà il titolo all'olandese Raymond Joval nel giugno dello stesso anno, perdendo per KO tecnico alla nona ripresa.

## Vittorie
- Titolo Italiano
- Titolo Europeo
- Titolo mondiale WBU ( Titolo non riconosciuto in Italia)